# Frehley's Comet
Frehley's Comet amerikansk hårdrockgrupp, bildad år 1985 av Ace Frehley tidigare medlem i hårdrocksgruppen Kiss och fungerade egentligen som ett kompband till Frehley och hans solokarriär. Medlemmarna i bandet har skiftat något under åren, dessa har varit medlemmar; Anton Fig (trummor), Tod Howarth (kompgitarr) och sång, Richie Scarlet (kompgitarr och sång), John Regan (bas) och Jamie Oldaker (trummor).
Gruppen blev aldrig någon större succé, utan fick mest spela förband till grupper som Iron Maiden och Alice Cooper. Tre skivor hann man släppa innan Frehley släppte namnet Comet och istället lanserade gruppen som ett rent soloprojekt.
Året 1988 spelade Frehley's Comet sin enda spelning någonsin på europeisk mark och bandet spelade inför ett utsålt Hammersmith Odeon i London, England. Förbandet på denna spelning var John Norum som precis hade börjat att lansera sin solokarriär efter att ha hoppat av det svenska hårdrocksbandet Europe.
I slutet av 90-talet släpptes två samlingsskivor med material från Frehley's Comet, trots detta så släpptes de som soloskivor av Ace Frehley.

## Medlemmar
Senaste medlemmar
- Ace Frehley – sologitarr, sång (1984–1988)
- John Regan – basgitarr, trummor, bakgrundssång (1984–1988)
- Tod Howarth – rytmgitarr, keyboard, piano, sång (1986–1988)
- Jamie Oldaker – trummor, slagverk, bakgrundssång (1988)

Tidigare medlemmar
- Anton Fig – trummor, slagverk (1984–1987)
- Richie Scarlet – sologitarr, sång (1984–1985)
- Arthur Stead – keyboard (1984–1985)
- Billy Ward – trummor, slagverk (1987–1988)

## Diskografi
Studioalbum
- Frehley's Comet (1987) (Ace Frehley's andra soloalbum)[1]
- Second Sighting (1988)[2]

EP
- Live+1 (1988) (fyra live-spår och ett studio-spår)[3]

Singlar
- "It's Over Now" / "The Acorn Is Spinning" (1988)